# Castello di Turnberry
Il castello di Turnberry (in inglese Turnberry Castle) era un castello fortificato (di cui rimangono alcune rovine) del villaggio scozzese di Turnberry, nell'Ayrshire Meridionale (Scozia sud-occidentale), eretto probabilmente intorno alla metà del XIII secolo e distrutto agli inizi del XIV secolo. Fu la residenza dei conti di Carrick e di re Roberto I di Scozia e rappresentò uno dei luoghi strategici della prima guerra d'indipendenza scozzese.

## Storia

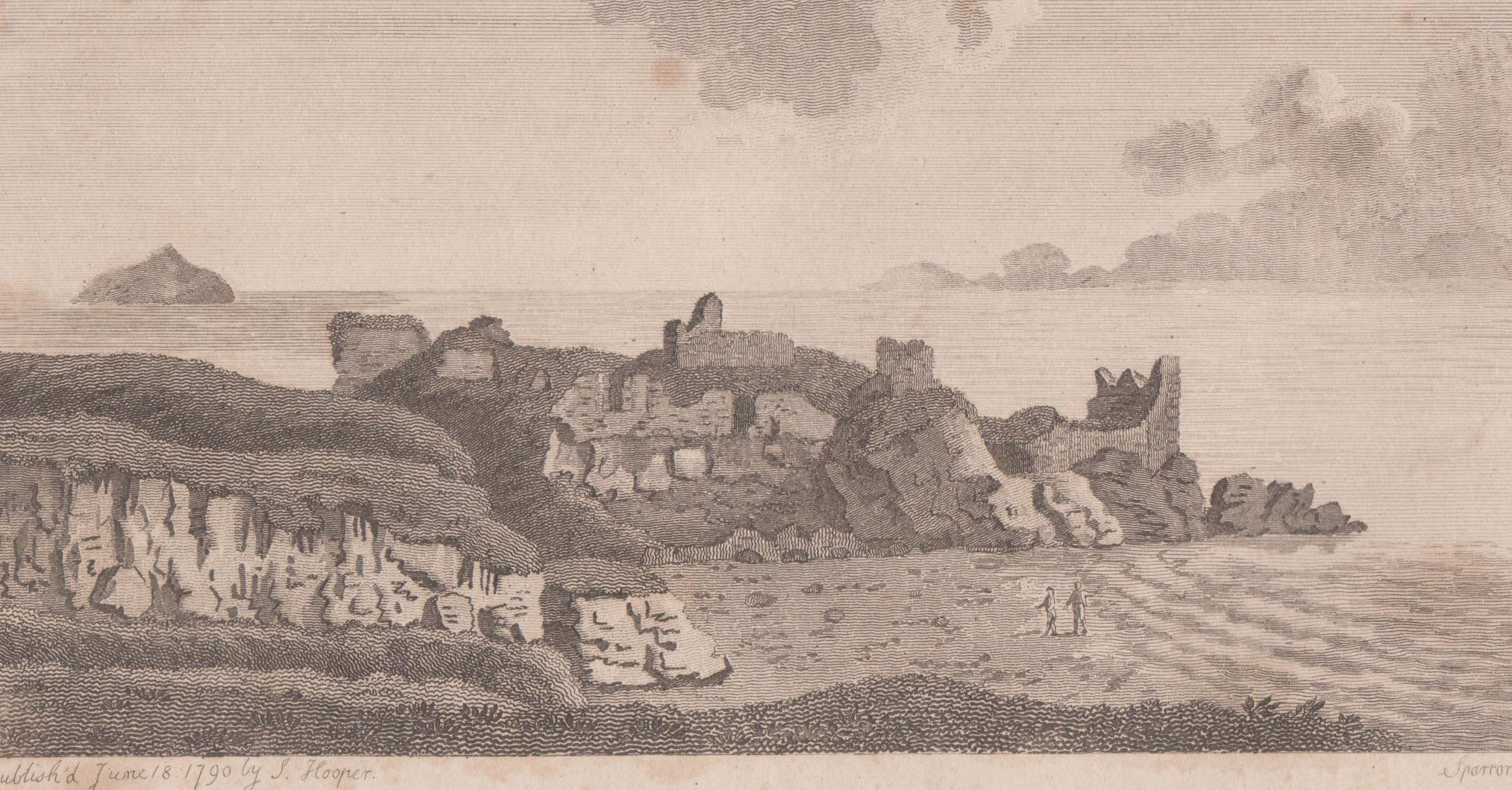
Le rovine del castello di Turnberry in un disegno del 1830

Predecessore del castello di Turberry sarebbe stato, secondo gli storici, un forte dell'Età del Bronzo, ma non vi sono prove archeologiche dell'esistenza di tale strutture. Nel Medieovo, la proprietà del sito venne concessa da re Guglielmo I di Scozia (morto del 1214) ai signori di Galloway, poi conti di Carrick, mentre la  costruzione del castello di Turberry venne ordinata da Duncan, I conte di Carrick e nipote di Donchad II del Fife, e fu poi proseguita dal figlio Neil.
Dopo la morte di Neil, avvenuta nel 1256, il castello di Turnberry passò nelle mani della figlia Marjorie. Secondo la leggenda, la contessa avrebbe rapito Robert Bruce, VI signore di Annandale, tenendolo poi prigioniero nel castello fino a quando non avesse acconsentito, come poi avvenne, di sposarla.
Nel castello di Turnberry trascorse la propria infanzia e forse anche vi nacque (nel 1274, ovvero tre anni dopo le nozze dei genitori), anche il primo figlio della coppia, noto come Robert the Bruce e che in seguito sarebbe diventato re di Scozia con il nome di Roberto I di Scozia.
Il 20 settembre 1286, circa sei mesi dopo la morte di re Alessandro III di Scozia, si radunarono presso il castello di Turnberry il clan Bruce e i propri alleati, dei nobili scozzesi e anglo-irlandesi, e venne siglato il cosiddetto patto di Turnberry, in seguito al quale Robert the Bruce venne eletto re a soli 12 anni.
Nel 1297, il castello di Turnberry venne dato alle fiamme da William "le hardy" Douglas. In seguito, all'inizio del XIV secolo, l'edificio, come molti altri castelli della Scozia, cadde in seguito in mani inglesi, ma nel 1307, Roberto I riuscì parzialmente a liberare il castello dagli occupanti inglesi, sfruttando l'entrata dal mare.
Tre anni dopo, lo stesso Robert the Bruce, per evitare ulteriori attacchi da parte degli Inglesi, ordinò la distruzione del castello. In seguito, nel 1326 venne operata un'opera di restauro dell'edificio, opera che costò 165 sterline, ma il castello venne poi abbandonato e cadde così progressivamente in rovina.
Informazioni sulla probabile esistenza del castello di Turnberry si hanno tuttavia ancora alla metà degli anni settanta del XVI secolo, quando la proprietà della baronia di Turnberry divenne di proprietà di Gilbert, IV conte di Cassilis. Nel 1873, nei pressi delle rovine del castello venne realizzato il faro di Turnberry.
Tra il 7 e l'8 giugno 1990, si radunarono presso le rovine del castello i membri del consiglio del Nord Atlantico: nel corso della riunione, venne inviato il cosiddetto "messaggio da Turnberry" o "messaggio di Turnberry", un messaggio di pace rivolto alle nazioni del Patto di Varsavia. Cinque anni dopo, il castello di Turnberry venne inserito tra i monumenti classificati.

## Descrizione
Le rovine del castello si ergono in un promontorio sul mare, situato nei pressi del Turnberry Golf Club (di proprietà di Donald Trump) e del faro di Turnberry.